# Baszty w Krakowie
Baszty Krakowskie – budowle obronne (baszty) w mieście Krakowie znajdujące się w ciągu murów miejskich (w większości niezachowane baszty miejskie) oraz baszty na Zamku Królewskim na Wawelu (w większości zachowane lub zrekonstruowane baszty wawelskie). 

## Baszty miejskie

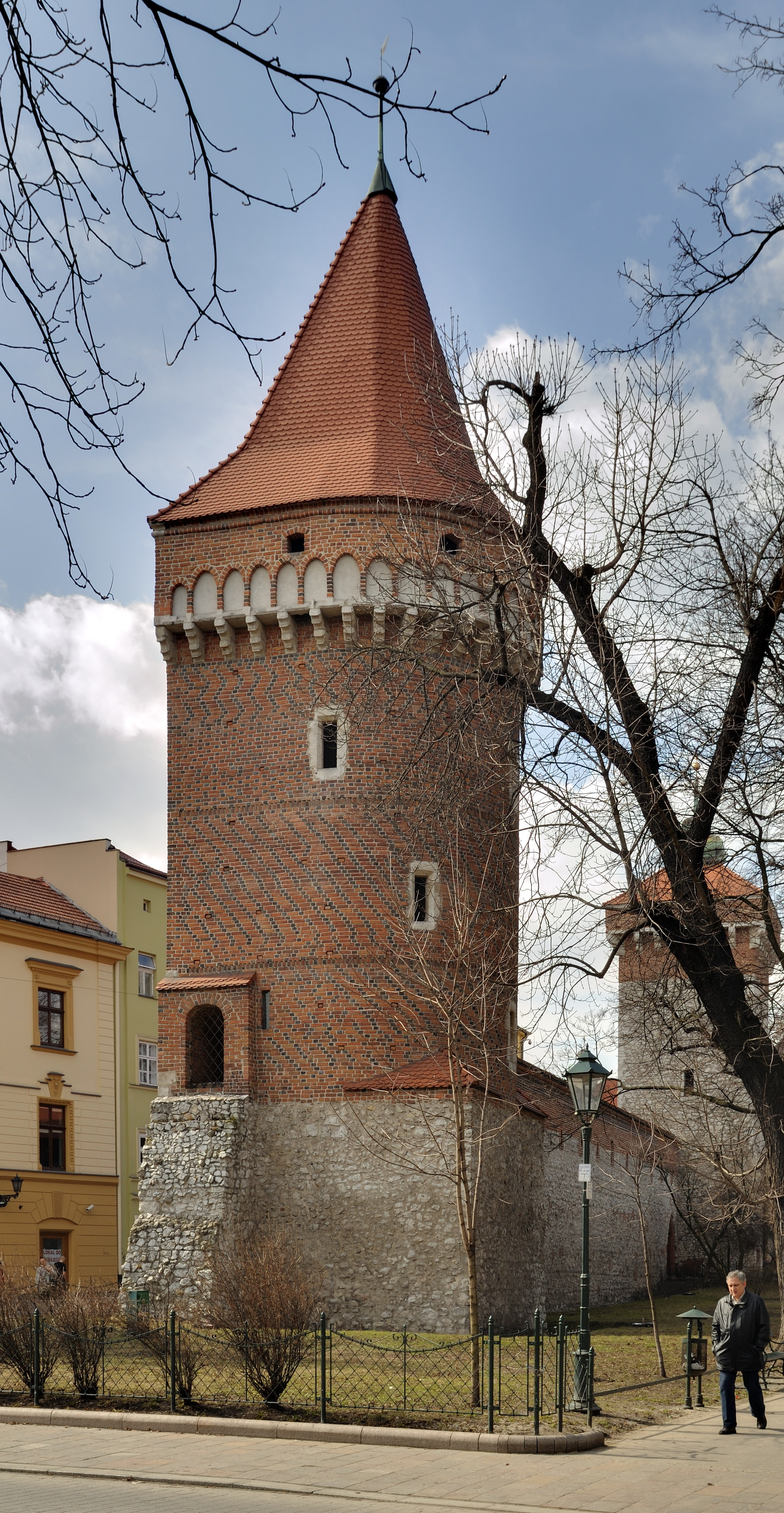
Baszta Pasamoników

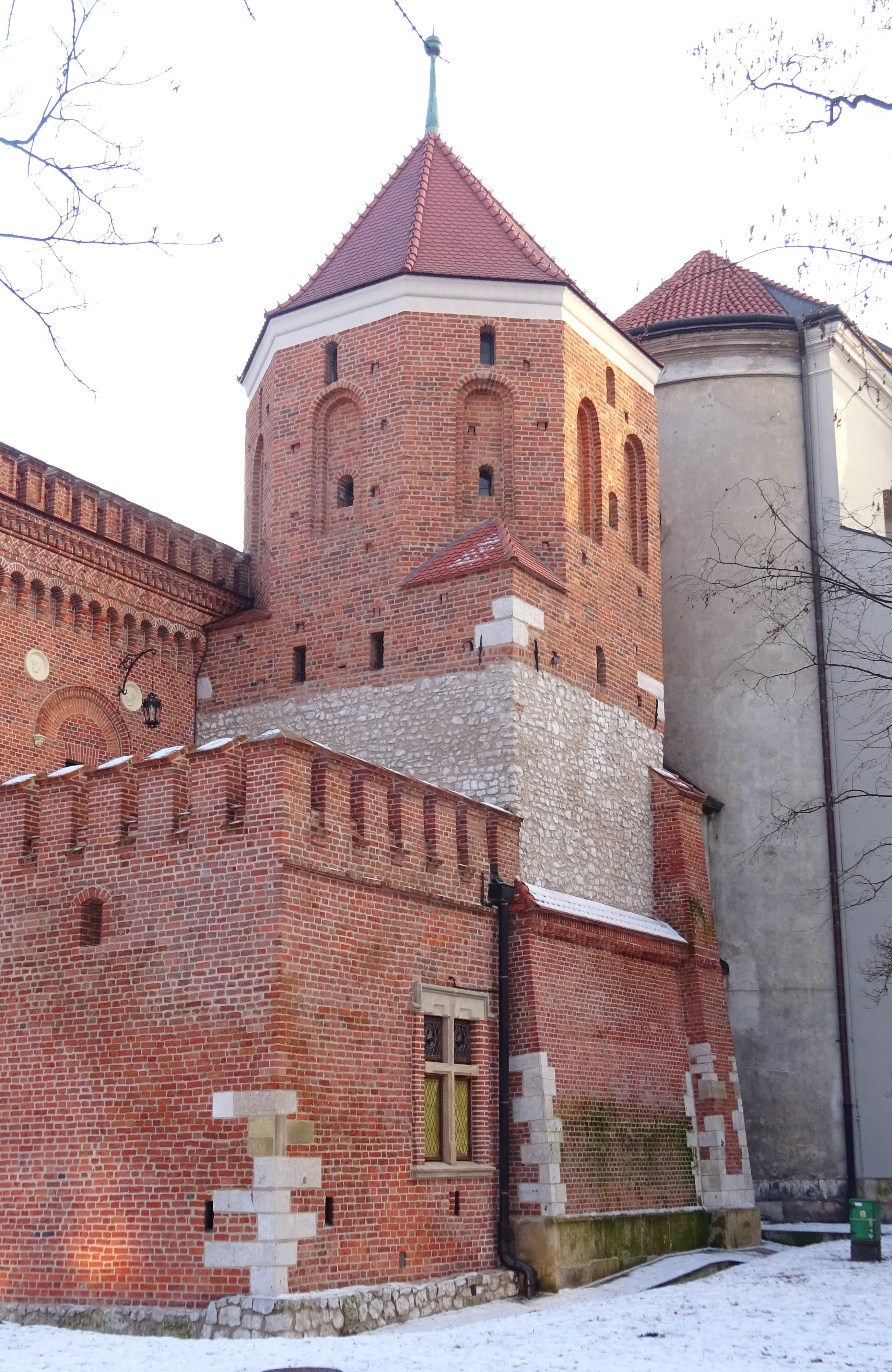
Baszta Cieśli

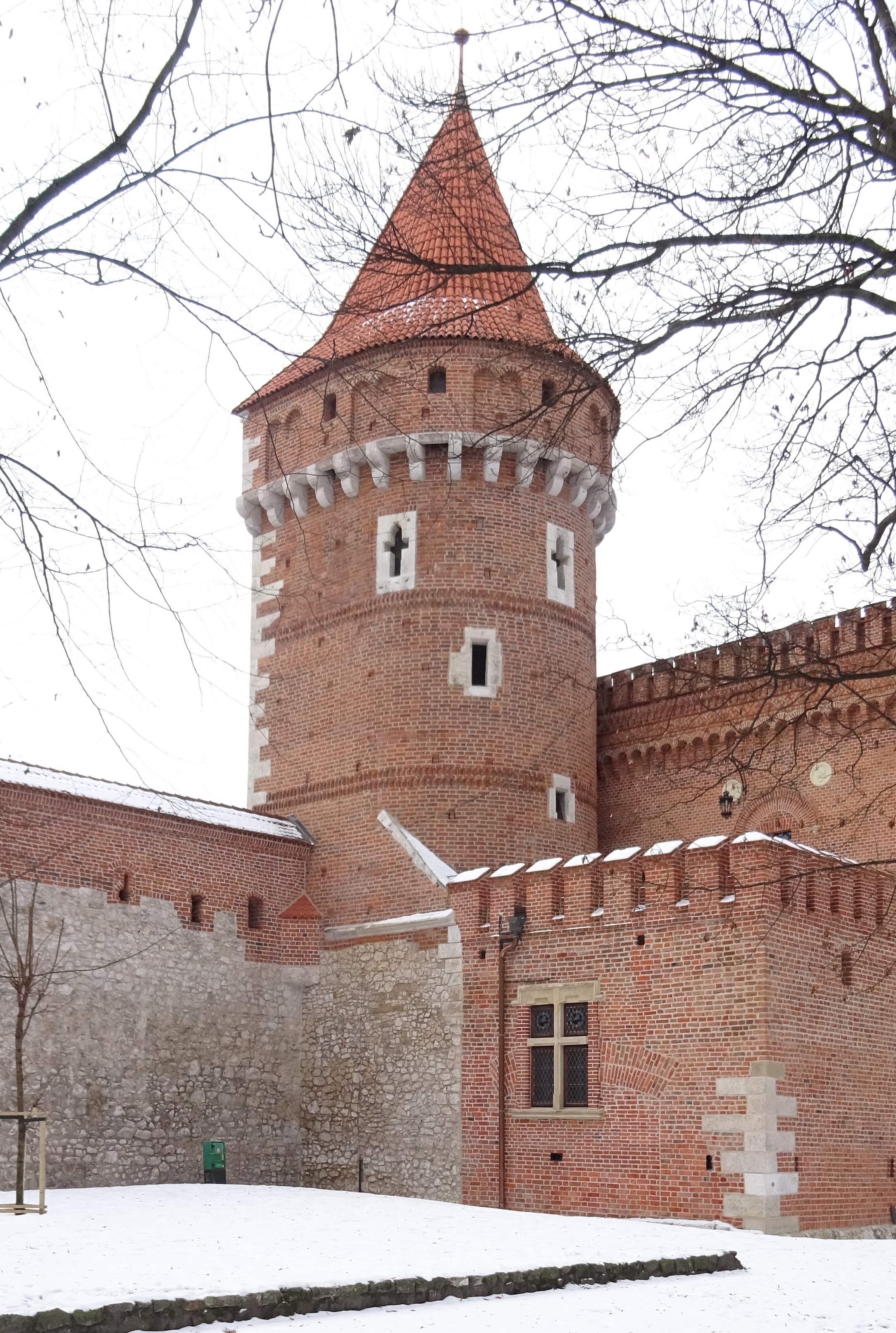
Baszta Stolarzy

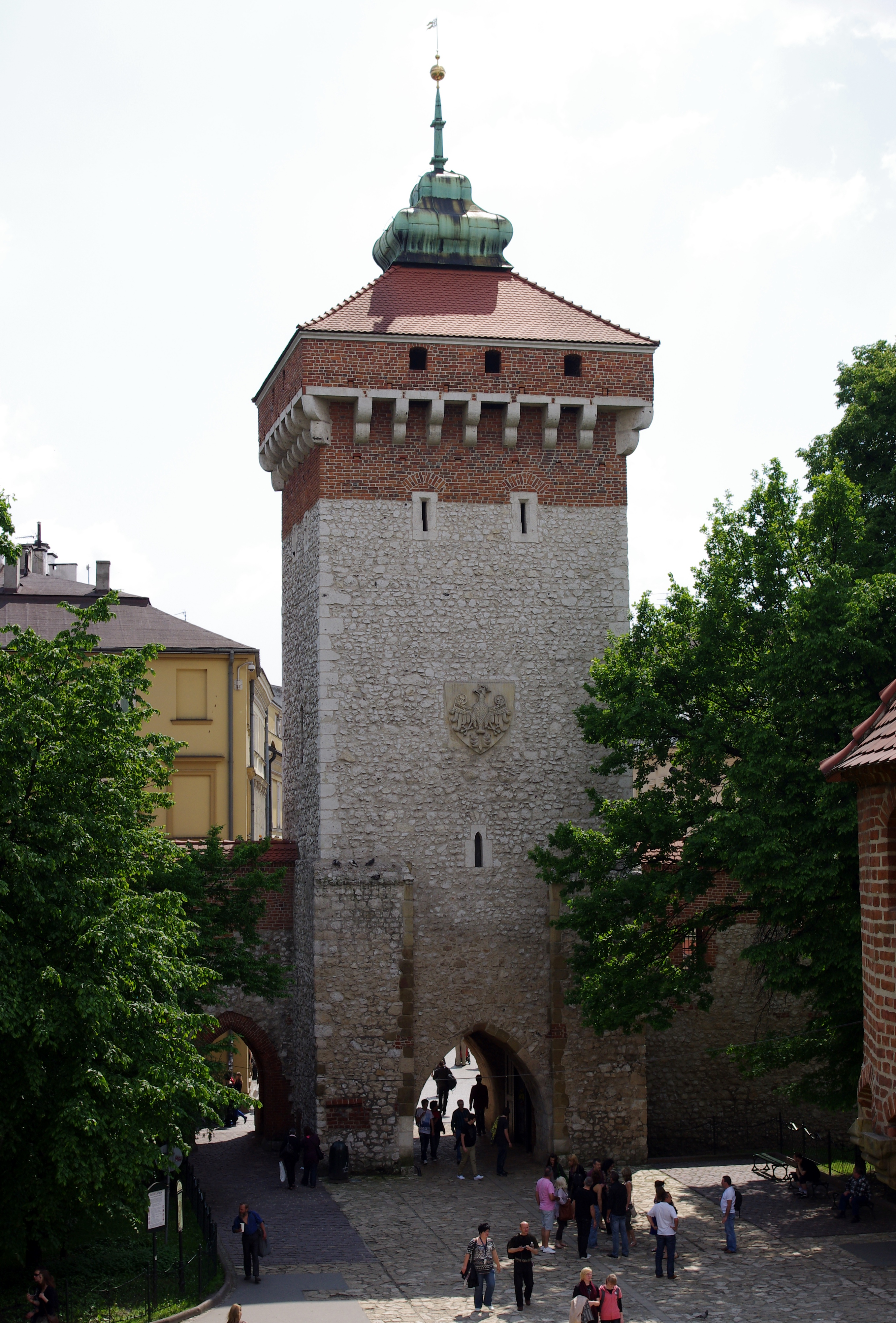
Baszta Floriańska

Krakowskie mury miejskie osłaniały dwie linie ochronne. Drugą linię murów miejskich średniowiecznego Krakowa osłaniało 47 baszt wliczając w to baszty bramne, bowiem większość bram miejskich była tak zbudowana, że pełniły jednocześnie funkcję baszt. W 1900 roku w swojej Encyklopedii staropolskiej... Zygmunt Gloger pisał: „Największą ilość baszt w murze obwodowym, bo przeszło 40, posiadała stara stolica Polski, Kraków.”, choć w dalszej części swojego tekstu, z nazwy wymienił ich tylko 39 za Ambrożym Grabowskim. Krakowskie baszty były budowane dla zwiększenia obronności murów miejskich. Były różnego kształtu i wysokości. Posiadały liczne otwory strzelnicze. W wypadku oblężenia, baszty krakowskie miały być bronione przez przypisany do danej baszty cech rzemieślniczy, stąd też pochodzą ich nazwy. Każda z baszt posiadała własną załogę. Co wieczór 20 strażników, zwanych drabami, sprawdzało czujność wart basztowych. 

### Zachowane
1. Baszta Pasamoników (Szmuklerzy)
2. Baszta Cieśli (Ciesielska)
3. Baszta Stolarzy (Powroźnicza, Stolarska)
4. Baszta bramna Floriańska

### Niezachowane
1. Baszta bramna Grodzka
2. Baszta bramna Mikołajska
3. Baszta bramna Wiślna
4. Baszta bramna Nowa
5. Baszta Karczmarzy I ("Kęsza")
6. Baszta Karczmarzy II (Jastrzębia; Strażnica II)
7. Baszta Szewska I (Opustoszała)
8. Baszta Szewska II
9. Baszta Prochowa I
10. Baszta Prochowa II
11. Baszta Rzeźników (Kupiecka, Prochowa III)
12. Baszta Grzebieniarzy
13. Baszta Przekupników (Sadelników i Słoniniarzy)
14. Baszta Barchanników
15. Baszta Czapników
16. Baszta Kurdybaników
17. Baszta Piekarska
18. Baszta Kowali
19. Baszta Siodlarzy
20. Baszta Pierścienników
21. Baszta Bednarzy
22. Baszta Murarzy i Kamieniarzy
23. Baszta Rymarzy
24. Baszta Iglarzy
25. Baszta Malarzy
26. Baszta Solarzy
27. Baszta Cyrulików
28. Baszta Miechowników
29. Baszta Kaletników (Farbiarzy)
30. Baszta Blacharzy
31. Baszta Rusznikarzy
32. Baszta Nożowników
33. Baszta Czerwonych Garbarzy
34. Baszta Garncarzy
35. Baszta Paśników
36. Baszta Introligatorów (Stelmachów)
37. Baszta Łaziebników (Krupników i Śledziarzy)
38. Baszta Ceklarzy
39. Baszta Katowska
40. Baszta Mieczników (Mydlarzy)

## Baszty wawelskie
1. Baszta Senatorska (zachowana)
2. Baszta Sandomierska (zachowana)
3. Baszta Złodziejska (zachowana)
4. Baszta Tęczyńska (częściowo zrekonstruowana)
5. Baszta Szlachecka (częściowo zrekonstruowana)
6. Baszta Panieńska (częściowo zrekonstruowana)